# The Silent Force Tour
The Silent Force Tour è il secondo DVD della band olandese Within Temptation.
Come il precedente Mother Earth Tour, questo DVD contiene un concerto ed alcuni contenuti extra come interviste e video musicali. Il concerto si è tenuto a Java Eiland (Amsterdam), ed oltre alle sue due ore e passa di durata, possiede una scaletta che si estende dal vecchio Enter all'attuale The Silent Force, b-side comprese.

## Contenuto

### DVD 1

#### Concert (Live @ Java Eiland, Amsterdam)
1. Deceiver of Fools (Mother Earth)
2. Stand My Ground (The Silent Force)
3. Jillian (I'd Give My Heart) (The Silent Force)
4. It's the Fear (The Silent Force)
5. Forsaken (The Silent Force)
6. Angels (The Silent Force)
7. Towards The End
8. Memories (The Silent Force)
9. Intro (The Silent Force)
10. See Who I Am (The Silent Force)
11. Aquarius (The Silent Force)
12. Pale (The Silent Force)
13. Jane Doe
14. Caged (Mother Earth)
15. Mother Earth (Mother Earth)
16. Candles (Enter)
17. The Other Half (of me) (The Dance)
18. Ice Queen (Mother Earth)

#### Live 05, in Finland, 2005
1. Memories
2. Angels
3. Stand My Ground

#### Live @ Werchter, Belgium, 2005
1. Ice Queen
2. See Who I Am
3. Stand My Ground

#### Music Videos
1. Stand My Ground
2. Memories
3. Angels

### DVD 2

#### The Making of
1. The album part one
2. The album part two
3. Stand My Ground
4. Memories
5. Angels

#### Impressions & Interviews
1. De Boerderij, TMF Special 2004
2. Bettina S, Finland 2005
3. WT in Dubai, TMF special 2005
4. TMF Awards & MTV Newsflash, The Netherlands 2005
5. Live 05 intervista, The Voice, Finland 2005
6. Kerrang Radio FM, United Kingdom, 2005

#### Extra
1. Open Air forest theatre 'Kersouwe' special, The Netherlands 2004
2. The Java-island special, The Netherlands 2005
3. Photogallery
4. Bloopers
5. Credits

### CD
Il CD audio del concerto a Java Eiland è un contenuto bonus della sola edizione Digipack 2 DVD + CD
1. Deceiver of Fools
2. Stand My Ground
3. Jillian (I'd Give My Heart)
4. It's the Fear
5. Forsaken
6. Angels
7. Towards The End
8. Memories
9. Intro
10. See Who I Am
11. Pale
12. Jane Doe
13. Mother Earth
14. Candles
15. The Other Half (of me) – feat. George Oosthoek
16. Ice Queen